# Listă de astronomi români
Aceasta este o listă de astronomi români:
- Harald Alexandrescu
- Ion Armeanca
- Mirel Bîrlan
- Nicolae Coculescu
- Neculai Culianu
- Gheorghe Demetrescu
- Constantin Drâmbă
- Victor Nadolschi
- Constantin Pârvulescu (astronom)
- Marcel Popescu (astronom)
- Călin Popovici
- Constantin C. Popovici
- Magda Stavinschi
- Adrian Șonka [1]
- Ovidiu Tercu

Astronomi amatori
- Victor Anestin
- Vasile Urseanu
- Ciprian Vîntdevară [2]